# 羅文惠
羅文惠，CBE，JP（1895年—1985年4月5日），出生於香港，乃香港四大家族之一羅文錦家族的主要成員羅文錦的三弟。羅文惠是香港前市政局、行政局、立法局議員，並曾擔任香港多間大公司的董事。

## 生平
羅文惠1895年於香港出生，是香港開埠初期富商羅長肇的第三子，母親是另一香港著名富商何福的姪女。在香港完成中學教育後，赴倫敦攻讀法律。
1916年，考獲律師資格後，返回香港與長兄羅文錦一同成立羅文錦律師樓。
1926年，獲委任為太平紳士。1940年，成為市政局議員。1950年，成為立法局非官守議員，同年並英女皇獲頒授OBE勳銜，1955年再獲頒CBE勳銜。1959年，獲委任為行政局成員。
羅文惠並曾先後擔任天星小輪、中華電力公司、香港電車、九龍倉、商業電台、佳藝電視等香港多間大公司的董事。
1978年，佳藝電視因缺乏資金而停止營業，佳藝董事局16名委員全部辭職，他作為副主席卻單獨留任，並在寓所接見員工代表，籌資金解決員工生計。

## 網球運動員生涯
羅文惠年輕時是香港出色網球運動員，於1920年代曾多次贏得全港網球錦標賽男子雙打冠軍，並於1929年奪得男單冠軍，亦是1928年、1930年及1932年三屆混雙冠軍，因而入選香港網球總會「名人堂」。

## 外部連結
- 羅文錦律師樓簡介
- 立法局/立法會議員資料庫 （页面存档备份，存于）